# Brasat Bey
Brasat Bey (Khmer ប្រាសាទ បី, drei Tempel, auch Prasat Bei) ist ein Dorf in Kambodscha, gelegen in der Provinz Oddar Meanchey zwischen Beng und Kouk Mon an der thailändischen Grenze. Der Name Brasat Bey bedeutet drei Pagoden. Die Bezirkshauptstadt ist Samrong (auch Samraong).

## Geographie

### Geographische Lage
Brasat Bey liegt im Nord-Westen Kambodschas nahe der Grenze zu Thailand. Brasat Bey gehört zur Verwaltungs-Provinz Oddar Meanchey. Das Dorf bewohnen 179 Familien mit insgesamt 840 Personen. Durch den Ort geht die Straße der Provinzhauptstadt Samrong, welche nach Thailand führt. Der nächstgrößere Ort Beng liegt ca. 6 km entfernt. Dort befinden sich das Health Center und eine größere Pagode. Die nächstgelegene Stadt Kouk Mon, wo sich ein Markt befindet, liegt ca. 11 km entfernt.

### Klima
Das Klima in Brasat Bey ist tropisch-monsunal. Es gibt zwei Jahreszeiten: die Regenzeit zwischen Mai und September und die Trockenzeit zwischen November und April.
Während der Regenzeit bläst der Südwest-Monsun und bringt große Niederschläge. Die vorherrschende Windrichtung der Trockenzeit von November bis April ist Nord-Ost. Zu dieser Zeit regnet es selten bis nie.
Die Temperaturen sind über das Jahr hinweg sehr stabil und liegen bei ca. 27 Grad Celsius. Allerdings schwankt die Luftfeuchtigkeit stark. In der Regenzeit liegt sie bei über 90 %. In der Trockenzeit kann sie unter
50 % sinken.

### Verwaltung
Brasat Bey gehört zur Verwaltungsprovinz Oddar Meanchey. Die Provinzhauptstadt ist Samrong. In der Provinz leben derzeit ca. 170.000 Menschen. Die untergeordnete Verwaltungseinheit ist die „Beng Area“ mit ca. 15.000 Einwohnern. Das Dorf wird durch den „village chief“ (Dorf-Chef) vertreten, der durch die Zentralverwaltung bestimmt wird. Zentrum des Dorfes ist die öffentliche community hall (Gemeindehalle). Alle relevanten Probleme und Aufgaben werden durch jeweils gegründete Komitees geregelt.

### Verkehr
Eine Hauptstraße (Lehmpiste) führt durch das Dorf. Sie ist die Verkehrsader nach Thailand. Fortbewegungsmittel sind Ochsenkarren, Mofas (Motos), Fahrräder und Ku-Yons („Motorkuh“) sowie einige Autos.

### Infrastruktur

#### Stromversorgung
Brasat Bey ist nicht an das allgemeine Stromnetz angeschlossen. Mit Eintritt der Dunkelheit (ca. 18.30 Uhr) wird es im ganzen Dorf schlagartig dunkel. Für den heimischen Bedarf haben viele Haushalte eine Lampe, die über eine Autobatterie gespeist wird. Die Autobatterie muss je nach Nutzung bis zu viermal im Monat aufgeladen werden. Dieses übernimmt ein Dorfbewohner gegen Entgelt (umgerechnet ca. 0,10 €). Hierfür wird der Dieselmotor eines Ku-Yon genutzt.

#### Wasserversorgung
In Brasat Bey gibt es zwei künstlich angelegte Weiher. Der eine Weiher ist durch starke Verschmutzung selbst zum Bewässern der Pflanzen unbrauchbar. Der zweite Weiher wurde 2003 angelegt. Er misst 40 m × 20 m und ist 3 m tief. Zum Schutz vor Verunreinigung durch das Vieh wurde 2007 ein Palisadenzaun um den Weiher gezogen. Das Becken füllt sich in der Regenzeit in normalen Jahren mit ausreichend Wasser für die Trockenzeit. Das Wasser wird als Trink- und Nutzwasser verwendet. Eine separate Waschstelle schützt das Trinkwasser vor Verunreinigung. In der Regenzeit versorgen sich die Bewohner von Brasat Bey über Regentonnen mit Trink- und Nutzwasser.
Das Wasser des Weihers ist grundsätzlich genießbar. Dennoch leidet die Bevölkerung oft unter Durchfallerkrankungen, wie Diarrhö. Die meisten Familien in Brasat Bey verfügen über Wasserfilter.

#### Gesundheit
Kambodscha hat eine der höchsten Kinder- und Müttersterblichkeitsraten in Südostasien. In Oddar Meanchey sterben von 1.000 Lebendgeburten 83 Kinder vor ihrem 5. Geburtstag (Quelle: Cambodia Demographic and Health Survey 2005). Nur 30 % der Geburten finden unter guten hygienischen Bedingungen statt, viele Frauen entbinden noch zu Hause in ihren Hütten, in unmittelbarer Nähe der Tiere. Sobald es Komplikationen gibt, besteht für die Mütter ein hohes Risiko, ihr Kind zu verlieren oder selbst zu sterben.

## Geschichte
Der Name Brasat Bey (Drei Pagoden) ist leicht irreführend. Zwar sollen hier einmal Pagoden gestanden haben, jedoch steht heute keine einzige mehr. Die Ruine der letzten Pagode wurde angeblich vor vielen Jahren als Baumaterial verwendet. Brasat Bey gehörte, wie ganz Kambodscha, viele Jahre zur französischen Kolonie „Indochina“. Heute sind französische Einflüsse in Brasat Bey nicht mehr zu entdecken. Unabhängigkeit und wechselnde Herrschaftsstrukturen brachten für Brasat Bey kaum Veränderungen. Das Gebiet in und um Brasat Bey war lange Zeit von der Roten Khmer besetzt. Diese, für ihre Grausamkeit bekannten, Kommunisten kamen 1975 in Kambodscha an die Macht. Zwar wurde die Herrschaft der Roten Khmer bereits 1979 durch eine vietnamesische Invasion beendet, dennoch hielten sich die Roten Khmer im Norden, durch ausländische Mächte unterstützt, noch einige Jahre. In der Region kam es noch viele Jahre zu kriegerischen Auseinandersetzungen mit versprengten Guerillaeinheiten. Erst die Kapitulation der letzten Roten-Khmer-Guerillas und der Tod ihres Anführers Pol Pot 1998 beendete den fast 30-jährigen Bürgerkrieg in Kambodscha. Der Bürgerkrieg führte zu einem Flüchtlingsstrom über die nahe Grenze nach Thailand, von wo viele Flüchtlinge erst 2002 in ihre Dörfer zurückkehrten.
In Kambodscha, vor allem in den Regionen entlang der thailändischen Grenze, heilen die Wunden des Bürgerkrieges nur langsam. Noch heute ist die Gegend mit Minen verseucht. Vor allem Personenminen fordern immer wieder Opfer. Dies trifft oft Kinder, die in den unsicheren Wäldern Kräuter sammeln oder spielen.

### Religion
In Brasat Bey wird, wie im übrigen Kambodscha, der Theravada-Buddhismus praktiziert. Es ist die einzige, heute noch praktizierende Schule des Hinayana-Buddhismus. Diese Form des Buddhismus war zur Volksreligion ganz Hinterindiens geworden. Ziel des Theravada-Buddhismus ist es, ein vollkommen erleuchteter Arhat zu werden. Dies gelingt jedoch nur sehr wenigen Mönchen. Deshalb begnügen sich viele Laienanhänger damit, in ihrem Leben viele Verdienste zu erreichen, um im nächsten Leben eine bessere Wiedergeburt zu erlangen.

### Sprache und Bildung
Khmer ist die Bezeichnung für das Volk Kambodschas sowie für deren Sprache. Englisch als Zweitsprache ist in der dörflichen Struktur von Brasat Bey praktisch nicht vertreten. Trotz einer Grundschule im Ort können nur wenige Bewohner von Brasat Bey flüssig lesen und schreiben. Oftmals dient ein Fingerabdruck als Unterschrift.

## Politik
Alle für das Dorf relevanten Themen werden basisdemokratisch in der community hall besprochen. Landespolitik hat kaum Einfluss auf das Dorf.

## Wirtschaft

### Erwerbstätigkeit
Die Bewohner von Brasat Bey sind zu nahezu 100 Prozent Reisbauern.
Daneben wird Subsistenzwirtschaft praktiziert. So wird vor allem in der Trockenzeit gefischt, Kräuter gesammelt, Vögel, Frösche und Skorpione gejagt. Auch Ameisen, Schlangen und Käfer gehören regelmäßig zum Speiseplan.

#### Nebenerwerb
Gerade in der Trockenzeit üben viele Dorfbewohner eine Nebentätigkeit aus. So werden Bretter gesägt, Bastmatten angefertigt oder Vieh gezüchtet. Oft werden Kräuter gesammelt und über Zwischenhändler auf grenznahen thailändischen Märkten verkauft.

### Handel
Die Dorfbewohner leben von Reis – ihr gesamtes Leben dreht sich um dieses Thema. Der Reis wird zum Eigenbedarf angebaut und was übrig bleibt, wird entweder an Zwischenhändler – welche den Reis nach Thailand exportieren – oder auf dem Markt in Kouk Mon verkauft. Alle technischen Geräte sowie hochwertige Lebensmittel wie beispielsweise Gemüse werden aus Thailand importiert.

## Schule
In Brasat Bey gibt es eine Grundschule mit vier Klassenstufen und insgesamt sieben Klassen. Das Klassengebäude besteht aus zwei Klassenräumen. Eine Klasse wird unter freiem Himmel unterrichtet. Die Schule hat 191 Schüler in 7 Klassen (drei Altersstufen). 3 Klassen werden vormittags, 4 Klassen nachmittags unterrichtet. Schulpflicht in Kambodscha ist ab dem 6. Lebensjahr. Ein regelmäßiger Schulbesuch ist vor allem in der Trockenzeit üblich.
Die Schule beginnt um sieben Uhr am Morgen. Der Schulbesuch ist kostenlos, Bücher und Stifte müssen selbst mitgebracht werden. Lesen, Schreiben und Mathematik stehen auf dem Stundenplan. Die Lehrer erhalten umgerechnet 17 € Gehalt pro Monat. Dies deckt ca. 1/3 des Monatsbedarfs einer Familie in Brasat Bey.
Eine weiterführende Schule befindet sich in 5 km Entfernung.

## Freizeit

Fußball in Brasat Bey

### Sport und Spiel
Eine beliebte Sportart unter den Bewohnern Brasat Beys ist Netz-Takraw, was dem chinesischen Federfußball ähnelt. Dieser wird sehr gern in der gesamten Region gespielt wird. Darüber hinaus ist Volleyball sehr beliebt. In Brasat Bey gibt es mehrere private Volleyballfelder. Die Schule verfügt über einen nur schlecht bespielbaren Fußballplatz, der vor allem von den Kindern des Dorfes genutzt wird.
Beliebte Kinderspiele sind das Schlagspiel „Hnnnnnng“, das Hüpfspiel „Heaven“, einer Variante des in Westeuropa bekannten Spiels „Himmel und Hölle“ sowie Angkung.

### Regelmäßige Veranstaltungen
Auch in Brasat Bey wird in regelmäßigen Abständen gefeiert. Wenn genügend Geld gesammelt wurde, wird an der community hall eine Tanzveranstaltung organisiert. Zu diesem besonderen Anlass werden Lautsprecher-Boxen aus Thailand bestellt. Das ganze Dorf trifft sich dann im Dorfzentrum, einheimische und thailändische Musik wird gespielt. Die Bevölkerung tanzt stundenlang einen speziellen Rundtanz.

Kinoabend in Brasat Bey

### Kinoabende
In Brasat Bey besitzen drei Personen einen Fernseher mit DVD-Player. Diese werden jeden zweiten Abend für öffentliche DVD-Abende genutzt. Vorzugsweise werden thailändische und chinesische Filme gezeigt. Für Jugendliche beträgt der Eintrittspreis (umgerechnet) 0,005 € und Erwachsene zahlen 0,01 €.
Für öffentliche Veranstaltungen hat der Dorflehrer einen Fernseher mit DVD-Player, den er vermietet.

## Ernährung
Grundnahrungsmittel in Brasat Bey ist wie in der gesamten Region Reis. Dieser wird rund um das Dorf angebaut und einmal im Jahr, im November/Dezember, geerntet. Darüber hinaus ernähren sich die Menschen in Brasat Bey von verschiedenen einheimischen Pflanzen und Tieren, die sie zum Teil sehr schmackhaft zubereiten. Einen regelmäßigen Marktbesuch oder Handel mit Lebensmitteln für den täglichen Bedarf gibt es kaum.
In Brasat Bey wird Reis mit verschiedenen, zum Teil sehr scharfen Soßen, bevorzugt. Aus Reis werden auch Reisnudeln und süße Reis-Bananencracker gemacht. Skorpione, Insekten, Käfer und verschiedene Kräuter gehören ebenfalls zum Speiseplan. Häufig wird der Reis aus Mangel an Gemüse und anderen Beilagen pur gegessen. Fleisch gibt es nur selten.
Eine kulinarische Spezialität ist Lok Lak, ein Reisgericht mit Fleisch und dunkler Soße.

## Probleme und aktuelle Situation
Nach Jahrzehnten des Krieges ist in Brasat Bey Ruhe eingekehrt. Die Menschen leben vom Reisanbau. Einige Felder können jedoch immer noch nicht bestellt werden, da das Gebiet noch nicht vollständig von Minen geräumt ist. Die Reisernte 2007 fiel um 1/3 niedriger aus, als in den Vorjahren. Für 2008 wird aufgrund geringer Niederschläge ebenfalls mit einer schlechten Ernte gerechnet.
Aktuell macht der gesamten Region der rasant gestiegene Reispreis große Sorgen. Im April 2008 hat die kambodschanische Regierung ein Exportverbot verhängt.
Ein großes Problem ist die Kindersterblichkeit, die gerade in den ländlichen Gebieten weiterhin erschreckend hoch ist. Mangelernährung durch die einseitigen Reisgerichte ist ebenfalls, gerade für Kinder problematisch. Die mangelnde Hygiene und unsauberes Trinkwasser führen zu vielen Erkrankungen. Malaria und Dengue-Fieber sind weit verbreitet.
Einige lokale und internationale Nicht-Regierungs-Organisationen sind seit Jahren in der Region tätig. Gemeinsam mit einem lokalen Partner ist vor allem Malteser International in Brasat Bey aktiv.

## Entwicklungszusammenarbeit in Brasat Bey
In Brasat Bey sind mehrere Hilfsorganisationen aktiv: Bereits seit 1999 engagiert sich Malteser International in der Provinz Oddar Meanchey. Weitere Organisationen sind CHHRA (Cambodian Health & Human Rights Alliance) und Unicef.

### Gemeindebasierte Krankenversicherung
Um den Zugang zur öffentlichen Gesundheitsversorgung zu verbessern und zu verhindern, dass Menschen sich durch Krankheit verschulden, haben mehrere Dorfgemeinschaften im Norden Kambodschas mit Unterstützung von Malteser International und CHHRA gemeindebasierte Krankenversicherungen gegründet. Ein Dorfkomitee organisiert die Verwaltung und die Beiträge der Mitglieder. Die Familien zahlen ihre Prämien direkt nach der Ernte und vermeiden somit die Gefahr extrem hoher Ausgaben im Krankheitsfall.
Malteser International und CHHRA unterstützen das Versicherungs-Komitee bei der Verwaltung, Management und Finanzierung, führen Fortbildungen durch und helfen, die Leistungspakete an die Bedürfnisse der Menschen anzupassen. Dank der Dorfkrankenkasse können die Familien Behandlungen in Gesundheitszentren (z. B. im 6 km entfernten Beng), aber auch finanzielle Leistungen bei Todesfällen und Hausbränden in Anspruch nehmen.

### Geburtshilfe
In Kambodscha finden noch immer viele Entbindungen zu Hause unter katastrophalen hygienischen Bedingungen statt. Die traditionellen Geburtshelferinnen sind nicht ausreichend ausgebildet, um eventuelle Komplikationen rechtzeitig erkennen und entsprechend handeln zu können. Geburtshelferinnen klären in den Dörfern auf und begleiten die Schwangerschaften. Wo die Malteser intensive Aufklärungsarbeit leisten, finden inzwischen deutlich mehr Entbindungen in den Gesundheitszentren statt.
Außerdem organisiert Malteser International „Mother Support Groups“, in denen Schwangere und junge Mütter Unterstützung erfahren. Bei den regelmäßigen Treffen lernen sie mehr über wichtige Themen wie Ernährung, Krankheiten und wie man ihnen vorbeugen kann sowie Probleme, die während der Schwangerschaft auftauchen können.

### Verbesserung der Mutter-Kind-Gesundheit
Seit Januar 2006 führt Malteser International ein umfangreiches gemeindebasiertes Projekt zur Mutter-Kind-Gesundheit durch. Die extrem hohe Kindersterblichkeit ist teils dadurch begründet, dass noch immer viele Entbindungen zu Hause unter schlechten hygienischen Bedingungen stattfinden. Die traditionellen Geburtshelferinnen der Dörfer sind noch nicht alle ausreichend ausgebildet, um eventuelle Komplikationen rechtzeitig erkennen und entsprechend handeln zu können. Malteser International leistet intensive Aufklärungsarbeit, bildet Hebammen aus und schult die traditionellen Geburtshelferinnen, Die Mitarbeiter informieren Schwangere und Frauen im gebärfähigen Alter über die Risiken von Hausgeburten und die Vorteile, im Gesundheitszentrum zu entbinden. Die Aufklärungsarbeit hat dazu geführt, dass inzwischen deutlich mehr Entbindungen im Gesundheitszentrum stattfinden.
Außerdem organisiert Malteser International gemeinsam mit den im Dorf verwurzelten Geburtshelferinnen „Mütter-Beratungsgruppen“, in denen Schwangere und junge Mütter Unterstützung erfahren. Bei den regelmäßigen Treffen lernen sie mehr über wichtige Themen wie Ernährung, Krankheiten und wie man ihnen vorbeugen kann sowie über Probleme, die während der Schwangerschaft auftauchen können. Der Schwerpunkt liegt in der Vermittlung von Wissen, das zu einer Veränderung des Verhaltens führt.

### Hausgärten
Gerade Kinder in der Region um Brasat Bey sind mangelernährt, weil vitamin- und mineralstoffhaltige Nahrungsmittel wie Obst und Gemüse fehlen. So kann ihr Immunsystem häufig Krankheiten nichts entgegensetzen und sie erkranken schnell schwer an oft harmlosen Infektionen.
Malteser International leitet Bewohner des Dorfes, insbesondere Frauen und Mütter, an, kleine Gemüsegärten anzulegen, so genannte „Hausgärten“ (homegardens). Speziell geschulte Promotoren fahren von Dorf zu Dorf, initiieren Treffen, führen Schulungen durch und helfen den Besitzern der Hausgärten beim Anbau. Typische Gartenerzeugnisse sind Gurken, Bohnen, Kohl, Kürbisse, Kräuter und Zitronengras. Die Hausgärten tragen dazu bei, dass die Ernährungssituation des Dorfes sich verbessert und die Abwehrkräfte der Kinder gestärkt werden.